# چینگمن‌دندان
چینگمن‌دندان (نام علمی: Qingmenodus) نام یک سرده از راسته پنجه‌دندان‌سانان است.